# شوقي صبحة
شوقي فارس نمر صبحة (22 أكتوبر 1959 – ) هو طبيب وسياسي فلسطيني، حاصل على درجة البكالوريوس في الطب والجراحة من معهد الطب في تيمشوارا في جمهورية رومانيا عام 1986، وانتخب نقيب الأطباء الفلسطينيين منذ عام 2019، وأعيد انتخابه في العام 2023، وهو عضو في المجلس الوطني الفلسطيني والمجلس المركزي الفلسطيني في منظمة التحرير الفلسطينية، وأمين عام المجلس الطبي الفلسطيني منذ عام 2025.

## نشأته وعمله
ولد شوقي فارس نمر صبحة في بلدة عتيل في محافظة طولكرم شمالي الضفة الغربية بتاريخ 22 أكتوبر 1959. درس تعليمه الأساسي والثانوي في مدارس بلدته عتيل، وحصل على الثانوية العامة من مدرسة عتيل الثانوية عام 1979.
سافر للدراسة في رومانيا وعاد إلى فلسطين طبيبًا وحصل على الامتياز من المستشفيات الحكومية الفلسطينية عام 1987. عمل في مستشفى الاتحاد في نابلس (1987–1992)، ثم في مشفى المطلع في مدينة القدس، وإنتقل للعمل في مشفى رام الله الحكومي بين عامي (1989–1990)، وبعد إنشاء السلطة الفلسطينية عام 1993 عين مديرًا لوحدة الشكاوى ووحدة الطب الخاص في وزارة الصحة الفلسطينية ثم مستشارًا لوزارة الصحة حتى تقاعده، وهو متزوج وله ابنة.

## حياته السياسية
انتمى صبحة لحركة فتح عام 1978، ونشط في العمل النقابي والخدماتي والمشاركة في الأيام الطبية المجانية، أسس مع مجموعة من الأطباء الخدمات الصحية الميدانية التابعة لمنظمة التحرير الفلسطينية عام 1987، والتي كان لها دور في تقديم الخدمات الطبية المجانية خاصة للجرحى والمحتاجين في المناطق التي تفتقر لهذه الخدمات. نشط في التواصل مع المؤسسات الصحية المحلية والعربية والدولية، والنقابات العربية والدولية ، لرفع مستوى الكوادر الطبية والأطباء الفلسطينيين.
يعارض صبحة اتفاقية أوسلو، ويرى أن فلسطين أرض فلسطينية خالصة للفلسطينيين من النهر إلى البحر، وأن الانقسام الذي حدث بين قطاع غزة والضفة الغربية خطأ جسيم. عانى صبحة من الإحتلال، فقد تم فصله من عمله في مستشفى رام الله الحكومي لأسباب أمنية عام 1990، واعتقل عدة أشهر في الاعتقال الإداري عام 1986، كما أنه مُنع من السفر عدة سنوات في الثمانينيات حتى عام 1994،
اعتمدت اللجنة المركزية لحركة فتح في 29 يناير 2006، قرار المجلس الثوري السادس لحركة فتح الصادر في 7 نوفمبر 2005، اعتبار كل من رشح نفسه للانتخابات التشريعية الفلسطينية الثانية ولم يلتزم بقرارات الحركة، اعتباره خارج صفوف الحركة وأطرها.
في 7 فبراير 2007، قرر أمين سر اللجنة المركزية لحركة فتح فاروق القدومي إعادة الاعتبار التنظيمي لكل من فُصل من الحركة عام 2006 جراء ترشحه خارج كتلة حركة فتح البرلمانية في الانتخابات التشريعية الفلسطينية 2006.
فصل مرة أخرى عام 2019 بسبب ترشحه لنقابة الأطباء خارج إطار الحركة، وتمت إعادته في المرتين للحركة.

## مناصب تقلدها
شغل صبحة عدة مناصب من أهمها:
- نائب رئيس المجلس الطبي الفلسطيني، والأمين العام للمجلس الصحي الأعلى.
- عضو في المجلس الوطني الفلسطيني والمجلس المركزي الفلسطيني. وترشح لانتخابات المجلس التشريعي الفلسطيني عام 2006.
- انتخب رئيساً لبلدية عتيل عام 2012، واستقال من رئاسة البلدية عام 2014.
- قائم بأعمال أمين عام المجلس الطبي الفلسطيني منذ يوليو 2024 وحتى 1 يناير 2025، وذلك خلفًا لأمين عام المجلس "فهد السيد" الذي تُوفي في 6 يوليو 2024.
- أمين عام المجلس الطبي الفلسطيني منذ 1 يناير 2025 وحتى اليوم.[6]